# Ancestry.com
Ancestry.com LLC é uma empresa americana de genealogia com sede em Lehi, Utah. A maior empresa de genealogia com fins lucrativos do mundo, opera uma rede de registros genealógicos, históricos e sites de genealogia genética relacionados.
Em novembro de 2018, a empresa disse ter fornecido acesso a aproximadamente 10 bilhões de registros históricos, ter 3 milhões de assinantes pagantes e ter vendido 18 milhões de kits de DNA para clientes. Em 2022, esse número havia subido para 30 bilhões de registros, segundo a empresa. Em 4 de dezembro de 2020, o The Blackstone Group adquiriu a empresa em um negócio avaliado em $ 4,7 bilhões.

## História

### Ascendência

#### 1990–1999
Em 1990, Paul Brent Allen (não confundir com o cofundador da Microsoft Paul Allen ou o CEO da Allen Holdings, Paul Allen) e Dan Taggart, dois graduados da Universidade Brigham Young, fundaram a Infobases e começaram a oferecer publicações dos Santos dos Últimos Dias (LDS) em disquetes.. Em 1988, Allen havia trabalhado na Folio Corporation, fundada por seu irmão Curt e seu cunhado Brad Pelo.
Os primeiros produtos da Infobases foram disquetes e discos compactos vendidos no banco de trás do carro dos fundadores. Em 1994, a Infobases foi nomeada entre as 500 empresas de crescimento mais rápido da revista Inc. Sua primeira oferta em CD foi a LDS Collectors Edition, lançada em abril de 1995, vendida por $ 299,95, que foi oferecida em uma versão online em agosto de 1995. O Ancestry entrou oficialmente online com o lançamento do Ancestry.com em 1996.
Em 1 de janeiro de 1997, a empresa controladora da Infobases, a Western Standard Publishing, comprou a Ancestry, Inc., editora da revista Ancestry e livros de genealogia. O CEO da Western Standard Publishing era Joseph A. Cannon, um dos principais proprietários da Geneva Steel.
Em julho de 1997, Allen e Taggart compraram a participação da Western Standard na Ancestry, Inc. Na época, Brad Pelo era presidente e CEO da Infobases e presidente da Western Standard. Menos de seis meses antes, ele havia sido presidente da Folio Corporation, cuja tecnologia digital a Infobases estava usando. Em março de 1997, a Folio foi vendida para a Open Market por US$ 45 milhões. A primeira evidência pública da mudança de propriedade da revista Ancestry veio com a edição de julho/agosto de 1997, que mostrava uma recém-reorganizada Ancestry, Inc., como sua editora. O masthead dessa edição também incluiu o primeiro uso do endereço da web Ancestry.com.
Mais crescimento para Infobases ocorreu em julho de 1997, quando a Ancestry, Inc. comprou a Bookcraft, Inc., uma editora de livros escritos por líderes e oficiais da Igreja SUD. A Infobases publicou muitos dos livros de Bookcraft como parte de sua Biblioteca de Colecionadores SUD. Pelo também anunciou que a linha de produtos da Ancestry seria bastante expandida em CDs e online. Alan Ashton, investidor de longa data da Infobases e fundador da WordPerfect, era o presidente do conselho.
Allen e Taggart começaram a administrar a Ancestry, Inc. independentemente da Infobases em julho de 1997 e começaram a criar um dos maiores serviços de banco de dados genealógicos baseados em assinatura online.
Em abril de 1999, para se concentrar melhor em seus negócios de Internet Ancestry.com e MyFamily.com, a Infobases vendeu a marca Bookcraft e seu catálogo de livros impressos para seu principal concorrente no mercado de livros SUD, Deseret Book. Incluídos na venda estavam os direitos da Biblioteca de Colecionadores SUD da Infobases em CD. Um ano antes, a Deseret Book havia lançado um produto concorrente chamado GospeLink, e os dois produtos foram combinados como um único produto pela Deseret Book.
O site MyFamily.com foi lançado em dezembro de 1998, com sites gratuitos adicionais a partir de março de 1999. O site gerou um milhão de usuários registrados nos primeiros 140 dias. A empresa levantou mais de US$ 90 milhões em capital de risco de investidores e mudou seu nome em 17 de novembro de 1999, de Ancestry.com, Inc. para MyFamily.com, Inc. Seus três sites de genealogia na Internet eram chamados de Ancestry.com, FamilyHistory.com e MyFamily.com. As vendas foram de cerca de US$ 62 milhões em 2002 e US$ 99 milhões em 2003.

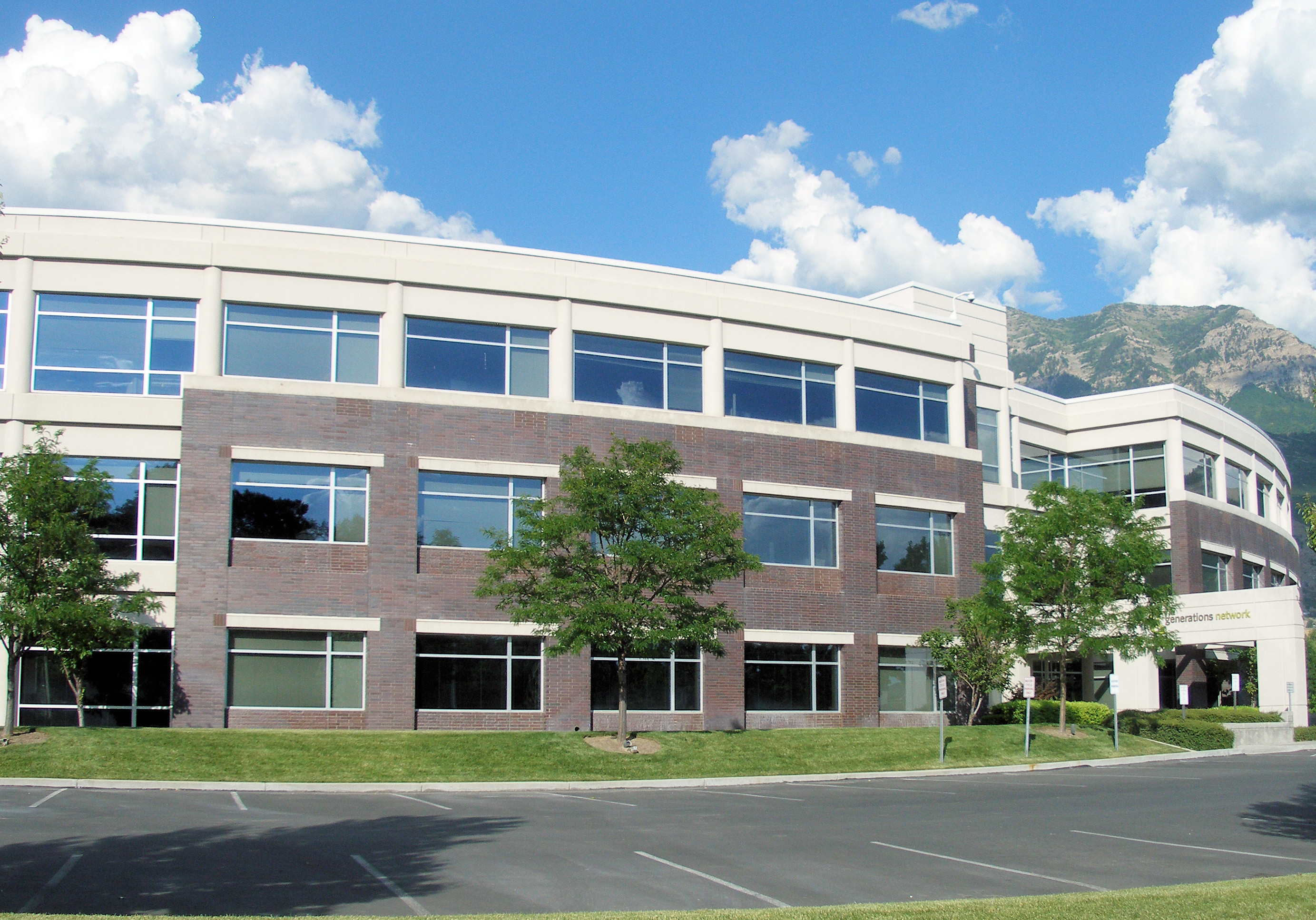
Antiga sede da Ancestry.com em Provo, Utah

#### 2000–2009
Em março de 2004, a empresa, que havia superado seu call center em Orem, Utah, abriu um novo call center, que acomoda cerca de 700 agentes por vez, em Provo. A Heritage Makers foi adquirida pela MyFamily.com em setembro de 2005.
Embora a empresa oferecesse acesso gratuito ao Ancestry.com nos Centros de História da Família SUD, esse serviço foi encerrado em 17 de março de 2007, porque a empresa e a Igreja SUD não conseguiram chegar a um acordo de licenciamento mutuamente aceitável. Em 2010, a Ancestry restaurou o acesso ao seu site nos Centros de História da Família. 

#### 2010–2019
Em 2010, a Ancestry vendeu seus ativos de publicação de livros para a Turner Publishing Company.
A Ancestry.com tornou-se uma empresa de capital aberto na NASDAQ (símbolo: ACOM) em 5 de novembro de 2009, com uma oferta pública inicial de 7,4 milhões de ações ao preço de $ 13,50 por ação, subscrita por Morgan Stanley, Bank of America, Merrill Lynch, Jefferies &amp; Company, Piper Jaffray e BMO Capital Markets.
Em 2010, a Ancestry.com expandiu suas operações domésticas com a abertura de um escritório em San Francisco, Califórnia, com novas equipes de engenharia, produto e marketing voltadas para o desenvolvimento de alguns dos serviços e tecnologia de ponta da Ancestry. Em 2011, a Ancestry lançou um aplicativo para Android e iOS.
Em dezembro de 2011, o Ancestry.com transferiu a pesquisa do Índice de Óbitos da Previdência Social para um acesso pago e parou de exibir as informações da Previdência Social de pessoas que morreram nos últimos 10 anos devido a preocupações com roubo de identidade.
Em março de 2012, o Ancestry.com adquiriu a coleção de ativos de DNA da GeneTree.
Em setembro de 2012, a Ancestry.com expandiu suas operações internacionais com a abertura de sua sede europeia em Dublin, na Irlanda. O escritório de Dublin inclui um novo call center para clientes internacionais, bem como equipes de produto, marketing e engenharia.
Em outubro de 2012, a Ancestry.com concordou em ser adquirida por um grupo de private equity formado pela Permira Advisers LLP, membros da equipe de gerenciamento da Ancestry.com, incluindo o CEO Tim Sullivan e o CFO Howard Hochhauser, e a Spectrum Equity, por US$ 32 por ação ou cerca de US$ 1,6. bilhão. Ao mesmo tempo, a Ancestry.com comprou um serviço de digitalização e compartilhamento de fotos chamado 1000Memories.
Em 16 de julho de 2015, a Ancestry lançou o AncestryHealth e anunciou a nomeação de Cathy A. Petti como Diretora de Saúde. Naquele ano, a Ancestry fez parceria com a subsidiária do Google, Calico, para se concentrar na pesquisa e terapêutica da longevidade, em um esforço para investigar a hereditariedade humana do tempo de vida.
Em abril de 2016, GIC Private Limited (um fundo soberano de propriedade do governo de Cingapura) e Silver Lake (uma gestora de fundos de private equity) compraram participações acionárias na Ancestry.com. O valor de mercado estimado do Ancestry.com em 2017 foi de mais de US$ 3 bilhões.
Por meio de fotografias antigas, uma mulher conseguiu documentar oito gerações de sua família, desde 1805, incluindo um casal inter-racial. Um polêmico anúncio do Ancestry.com foi veiculado em estações de televisão em Utah, mostrando um casal inter-racial da era da escravidão. O anúncio foi criticado por um correspondente de notícias da estação de rádio de Boston WBUR-FM e MSNBC, e pela professora de direito Melissa Murray, alegando que romantizava a escravidão no Sul antebellum. Em abril de 2019, a Ancestry retirou o anúncio com um pedido de desculpas.
Em novembro de 2018, a Ancestry afirmou ter mais de 10 bilhões de registros digitalizados e mais de três milhões de clientes pagantes.
Em dezembro de 2018, depois que as autoridades prenderam o Golden State Killer e usaram o GEDmatch para resolver o caso, Ancestry.com e 23andMe anunciaram uma política de dados que não permitiria que seus perfis de DNA fossem usados para a resolução de crimes sem um processo legal válido, como um mandado de busca, pois acreditam que isso viola a privacidade dos usuários. No caso do assassinato de George Seitz em 2021, o Ancestry.com foi usado para ajudar a identificar os restos mortais de uma vítima do crime.

#### 2020–presente
Em agosto de 2020, o Blackstone Group anunciou planos para adquirir a Ancestry por US$ 4,7 bilhões.
Em fevereiro de 2021, a Ancestry anunciou Deb Liu, ex-executiva do Facebook, como CEO a partir de março.
Em novembro de 2021, a Ancestry anunciou que adquiriu a empresa francesa de genealogia Geneanet.

### AscendênciaDNA
A AncestryDNA é uma subsidiária da Ancestry LLC. A AncestryDNA oferece um teste de DNA genealógico direto ao consumidor. Os consumidores fornecem uma amostra de seu DNA à empresa para análise. O AncestryDNA então usa sequências de DNA para inferir relacionamentos familiares com outros usuários do Ancestry DNA e para fornecer o que chama de "estimativa étnica". Essa "estimativa de etnia" usa 700.000 marcadores, o que representa apenas cerca de 0,02% de todos os marcadores genéticos que poderiam ser testados. Os clientes não devem acreditar que estão vendo todas as suas origens étnicas, mas fazer vários testes é útil quando combinado com o uso das pesquisas de genealogia na web do ancestry.com para encontrar possíveis misturas inesperadas. Anteriormente, o Ancestry.com também oferecia testes de DNA do cromossomo Y paterno e testes de DNA mitocondrial materno, mas eles foram descontinuados em junho de 2014. A empresa descreve o processo técnico de teste em um white paper científico. Em julho de 2020, a empresa alegou que seu banco de dados continha 18 milhões de kits de DNA completos comprados por clientes.
O DNA ancestral é comumente usado para pessoas concebidas por doadores para encontrar seus irmãos biológicos e, em alguns casos, seu esperma ou doador de óvulos.
O teste em si é realizado pela Quest Diagnostics.
Para as pessoas que ativam o teste de DNA, a Ancestry oferece a possibilidade de participar do Human Diversity Project, um "projeto de pesquisa científica destinado a ajudar os cientistas a entender melhor a história da população, a migração humana e a saúde humana".

### FindAGrave
Em 30 de setembro de 2013, a Ancestry.com anunciou a aquisição da Find a Grave. O editor do site, Jim Tipton, disse sobre a compra que o Ancestry.com "vincula e direciona o tráfego para o site há vários anos. A informação do enterro é uma fonte maravilhosa para as pessoas que pesquisam a história de sua família". Ancestry.com lançou um aplicativo móvel em março de 2014.

### Fold3
Fold3 é um banco de dados online com registros militares, incluindo histórias, fotos e documentos pessoais.

### Newspapers.com
Em 2012, a Ancestry desmembrou seus componentes de jornais on-line digitalizados em um serviço independente, o Newspapers.com. Antes do lançamento do Newspapers.com, o Ancestry.com adquiriu os seguintes componentes voltados para jornais, incluindo digitalização e tecnologias digitais e postagem em seu site:
- A iArchives, Inc. e seu serviço footnote.com foram adquiridos em 2010 por 1,022 milhão de ações ordinárias. A compra trouxe ativos que incluem processos de digitalização de documentos em microfilme.[58][59] A nota de rodapé seria rebatizada de Fold3 em 2011.[60]
- Archives.com foi comprado por $ 100 milhões em 2012.[61] Em 23 de junho de 2019, o arquivo afirmava que seu índice incluía jornais online datados de 1.700 em todo o mundo, cobrindo mais de 12.100 jornais e um total de mais de 509 milhões de páginas.[62]

O principal concorrente do site é o jornalarchive.com, que afirma ter jornais online datados de 1607 em todo o mundo, e seu índice em junho de 2018 inclui 9.829 jornais. Ambos os sites têm modelos semelhantes para aumentar seus bancos de dados: fechar acordos com bibliotecas, editoras e organizações históricas para digitalizar as publicações gratuitamente para incluir em seus bancos de dados. Alguns participantes veem o processo de digitalização gratuita como uma maneira mais fácil, barata e rápida de obter suas publicações on-line do que trabalhar por meio do Programa Nacional de Jornais Digitais, operado pelo governo dos EUA.

### RootsWeb
A RootsWeb, adquirida pela Ancestry em junho de 2000, é uma comunidade gratuita de genealogia que usa fóruns on-line, listas de e-mail e outros recursos para ajudar as pessoas a pesquisar sua história familiar. Os usuários podem fazer upload de arquivos GEDCOM de suas informações para que outros possam pesquisar na parte WorldConnect do site. As árvores carregadas no WorldConnect podem ser pesquisadas nos sites RootsWeb e Ancestry.
Em 20 de dezembro de 2017, um arquivo contendo 300.000 nomes de usuário, senhas e endereços de e-mail do RootsWeb foi exposto na Internet. Os 300.000 registros eram do serviço de lista de sobrenomes RootsWeb com 55.000 desses registros também eram credenciais de login do Ancestry.com.

### Nós lembramos
We Remember é uma plataforma memorial on-line gratuita, que foi lançada pela Ancestry em novembro de 2017. Ele permite que os usuários criem um espaço para preservar e compartilhar fotos e vídeos sobre o falecido.

### Registros de Guerra das Forças
Adquirido pela Ancestry em 24 de maio de 2021, o Forces War Records é o principal site especializado em genealogia militar britânica com um produto exclusivo que ajuda as pessoas a descobrir e contextualizar a história militar de sua família.

### Produtos anteriores
- Origens da família[72][73]
- Family Tree Maker, vendido em 2017.
- Genealogy.com, que mantém um site de pesquisa genealógica, foi adquirido por MyFamily.com em 2003.
- Árvore Genealógica de Gerações (originalmente chamada de " Reunião para Windows ")
- MyFamily.com permitia que os membros criassem sites privados para famílias ou grupos. Em maio de 2010, MyFamily fechou seu escritório de desenvolvimento em Bellevue, Washington, dispensando toda a sua equipe, já que nenhum deles aceitou uma oferta para se mudar para Provo. A Ancestry fechou o MyFamily.com em 5 de setembro de 2014.   À data do encerramento, MyFamily não tinha resolvido o descontentamento com o processo de download, que consistia na captura de diversas fotos não catalogadas, com nomes alfanuméricos e sem dados anexados, e vários documentos de calendário, deixando assim para trás os dados associados, documentos de arquivo, documentos de família receitas e todas as outras informações.
- A série de software ROOTS da CommSoft   foi uma das primeiras editoras de séries de programas de software de genealogia, criada na década de 1980 e disponível até 1997. A Commsoft lançou o seguinte: ROOTS89 para a série Heath H-8 de computadores pessoais; ROOTS/M para o sistema operacional CP/M ; e ROOTS II para MS-DOS, seguido por ROOTS III e ROOTS IV; e ROOTS V para Windows junto com Visual ROOTS para Microsoft Windows.
- Árvore Genealógica Definitiva (UFT)